# Jorge E. Hirsch
Jorge Eduardo Hirsch (Buenos Aires, 1953) és un professor argentí de Física a la Universitat de Califòrnia a San Diego. És conegut per inventar l'índex h l'any 2005, un índex que serveix per quantificar la productivitat de publicacions científiques i la base de diversos índexs acadèmics.

## Fons
Hirsch va néixer a Buenos Aires, Argentina. Va obtenir un grau universitari a la Universitat de Buenos Aires, i una beca de recerca del CONICET el 1975. Una beca Fulbright el va portar a la Universitat de Chicago el 1976, on va rebre un Premi Telegdi pel millor examen de candidat el 1977 i va ser premiat amb la beca Victor J. Andrew el 1978. Es va doctorar a la Universitat de Chicago el 1980 i va exercir com a investigador postdoctoral associat a l'Institut Kavli de Física Teòrica de la Universitat de Califòrnia, a Santa Bàrbara. Després d'aquesta experiència, es va incorporar a la Universitat de Califòrnia, al Departament de Física de San Diego el 1983.

## Recerca

### Física
El treball científic de Hirsch està relacionat amb la comprensió de propietats col·lectives a gran escala dels sòlids, com la superconductivitat i el ferromagnetisme, basades en explicacions a partir de mecanismes de petita escala. El seu treball més significatiu seria l'intent d'unificar les teories de la superconductivitat amb la seva teoria de la superconductivitat dels forats on suggereix la sincronització de forats d'electrons que conduirien a una superconductivitat a alta temperatura en contraposició a l'aparellament d'electrons en la teoria de BCS convencional. Creu que hi ha un únic mecanisme de superconductivitat per a tots els materials que explica l'efecte Meissner i es diferencia del mecanisme convencional en diversos aspectes fonamentals.

### Bibliometria
L'índex h proposat per Hirsch el 2005 es va convertir en un paràmetre bibliomètric alternatiu molt conegut que combina tant el nombre d'articles publicats per un científic determinat com el nombre de cites d'aquests articles en un sol paràmetre.

## Anàlisis de guerra nuclear
A principis del 2006, Hirsch va argumentar que "diverses proves independents suggereixen que Amèrica es troba en un camí premeditat que conduirà inexorablement a l'ús d'armes nuclears contra l'Iran en un futur molt proper" i que "ni els mitjans de comunicació ni el Congrés estan considerant l'inconvenient que l'opció militar conduirà necessàriament a l'ús d'armes nuclears contra l'Iran".
També va especular que per justificar un atac a l'Iran amb armes nuclears, les autoritats nord-americanes podrien fer una afirmació falsa, però difícil de rebutjar, que biòlegs iranians està intentant desenvolupar una soca del virus de la grip aviària H5N1 que seria transmissible entre humans, i que seria transportat a Europa per aus que migren cap al nord amb l'inici de l'estiu del 2006. Més tard, es va trobar que una soca transmissible entre humans va aparèixer al sud-est asiàtic, estant documentada per l'OMS.
L'abril del 2006, Hirsch va escriure una carta al president George W. Bush, signada també per altres dotze físics més, advertint dels perills d'utilitzar armes nuclears tàctiques contra l'Iran. La carta, amb data 17 d'abril, era una resposta als articles que van ser publicats a The New Yorker i The Washington Post que indicaven que el Pentàgon estava estudiant activament aquestes opcions.